# Tony Award/Bestes Bühnenbild (Theaterstück oder Musical)
Der Tony Award for Best Scenic Design (deutsch: Tony Award für das beste Bühnenbild) ist ein US-amerikanischer Theater- und Musicalpreis, der von 1947 bis 1959 und 1962 bis 2004 verliehen wurde.

## Geschichte und Hintergrund
Die Tony Awards werden seit 1947 jährlich in zahlreichen Kategorien von circa 700 Juroren vergeben, die sich aus der Unterhaltungsbranche und Presse der Vereinigten Staaten rekrutieren. Eine dieser Kategorien ist der Tony Award for Best Scenic Design, der von 1947 bis 1959 und 1962 bis 2004 verliehen wurde. In den Jahren 1960 und 1961 sowie seit 2005 erfolgt die Preisvergabe für Theaterstücke und Musicals getrennt in den Kategorien Scenic Design in a Play und Scenic Design in a Musical.

## Gewinner und Nominierte
Die Übersicht der Gewinner und Nominierten listet pro Jahr die nominierten Bühnenbildner und die jeweiligen Musicals bzw. Theaterstücke. Der Gewinner eines Jahres ist grau unterlegt angezeigt.

### 1947–1949
| Jahr             | Bühnenbildner                                                                                     | Theaterstück bzw. Musical                                                            | Deutscher Titel |
| ---------------- | ------------------------------------------------------------------------------------------------- | ------------------------------------------------------------------------------------ | --------------- |
| 1947             |                                                                                                   |                                                                                      |                 |
| David Folkes     | Henry VIII                                                                                        | Heinrich VIII.                                                                       |                 |
| 1948             |                                                                                                   |                                                                                      |                 |
| Horace Armistead | The Medium                                                                                        | Das Medium                                                                           |                 |
| 1949             |                                                                                                   |                                                                                      |                 |
| Jo Mielziner     | Anne of the Thousand Days, Death of a Salesman, Sleepy Hollow, South Pacific und Summer and Smoke | Königin für tausend Tage, Tod eines Handlungsreisenden, Sleepy Hollow, South Pacific |                 |

### 1950–1959
| Jahr               | Bühnenbildner | Theaterstück bzw. Musical                                  | Deutscher Titel |
| ------------------ | --- | ---------------------------------------------------------- | --------------- |
| 1950               | |                                                            |                 |
| Jo Mielziner       | The Innocents |                                                            |                 |
| 1951               | |                                                            |                 |
| Boris Aronson      | The Country Girl, The Rose Tattoo und Season in the Sun                                                           | Die tätowierte Rose                                        |                 |
| 1952               | |                                                            |                 |
| Jo Mielziner       | The King and I | Der König und ich                                          |                 |
| 1953               | |                                                            |                 |
| Raoul Penè Du Bois | Wonderful Town | Wonderful Town                                             |                 |
| 1954               | |                                                            |                 |
| Peter Larkin       | Ondine und The Teahouse of the August Moon                                                                        | Undine                                                     |                 |
| 1955               | |                                                            |                 |
| Oliver Messel      | House of Flowers                                                                                                  |                                                            |                 |
| 1956               | |                                                            |                 |
| Peter Larkin       | Inherit the Wind und No Time for Sergeants                                                                        |                                                            |                 |
| Boris Aronson      | The Diary of Anne Frank, Bus Stop, Once Upon a Tailor und A View from the Bridge                                  |                                                            |                 |
| Ben Edwards        | The Ponder Heart, Someone Waiting und The Honeys                                                                  |                                                            |                 |
| Jo Mielziner       | Cat on a Hot Tin Roof, The Lark, Middle of the Night und Pipe Dream                                               | Die Katze auf dem heißen Blechdach, Jeanne oder Die Lerche |                 |
| Raymond Sovey      | The Great Sebastians                                                                                              |                                                            |                 |
| 1957               | |                                                            |                 |
| Oliver Smith       | My Fair Lady | My Fair Lady                                               |                 |
| Boris Aronson      | A Hole in the Head und Small War on Murray Hill                                                                   |                                                            |                 |
| Ben Edwards        | The Waltz of the Toreadors                                                                                        |                                                            |                 |
| George Jenkins     | The Happiest Millionaire und Too Late the Phalarope                                                               |                                                            |                 |
| Donald Oenslager   | Major Barbara |                                                            |                 |
| Oliver Smith       | A Clearing in the Woods, Candide, Auntie Mame, Eugenia und Visit to a Small Planet                                | Candide                                                    |                 |
| 1958               | |                                                            |                 |
| Oliver Smith       | West Side Story                                                                                                   | West Side Story                                            |                 |
| Boris Aronson      | Orpheus Descending, A Hole in the Head und The Rope Dancers                                                       |                                                            |                 |
| Ben Edwards        | The Dark at the Top of the Stairs                                                                                 |                                                            |                 |
| Peter Larkin       | Blue Denim, Compulsion, Good as Gold und Miss Isobel                                                              |                                                            |                 |
| Jo Mielziner       | Look Homeward, Angel, Miss Lonelyhearts, The Square Root of Wonderful, Oh, Captain! und The Day the Money Stopped |                                                            |                 |
| Oliver Smith       | Brigadoon, Carousel, Jamaica, Nude with Violin und Time Remembered                                                | Brigadoon, Carousel                                        |                 |
| 1959               | |                                                            |                 |
| Donald Oenslager   | A Majority of One                                                                                                 |                                                            |                 |
| Boris Aronson      | J.B. |                                                            |                 |
| David R. Ballou    | The Legend of Lizzie                                                                                              |                                                            |                 |
| Ben Edwards        | Jane Eyre |                                                            |                 |
| Oliver Messel      | Rashomon |                                                            |                 |
| Teo Otto           | The Visit | Der Besuch der alten Dame                                  |                 |

### 1962–1969
| Jahr                    | Bühnenbildner                                        | Theaterstück bzw. Musical | Deutscher Titel |
| ----------------------- | ---------------------------------------------------- | ------------------------- | --------------- |
| 1962                    |                                                      |                           |                 |
| Will Steven Armstrong   | Carnival!                                            | Lili                      |                 |
| David Hays              | No Strings                                           |                           |                 |
| Oliver Smith            | The Gay Life                                         |                           |                 |
| Rouben Ter-Arutunian    | A Passage to India                                   |                           |                 |
| 1963                    |                                                      |                           |                 |
| Sean Kenny              | Oliver!                                              | Oliver!                   |                 |
| Will Steven Armstrong   | Tchin-Tchin                                          |                           |                 |
| Anthony Powell          | The School for Scandal                               | Die Lästerschule          |                 |
| Franco Zeffirelli       | The Lady of the Camellias                            |                           |                 |
| 1964                    |                                                      |                           |                 |
| Oliver Smith            | Hello, Dolly!                                        | Hello, Dolly!             |                 |
| Raoul Penè Du Bois      | The Student Gypsy                                    |                           |                 |
| Ben Edwards             | The Ballad of the Sad Cafe                           |                           |                 |
| David Hays              | Marco Millions                                       |                           |                 |
| 1965                    |                                                      |                           |                 |
| Oliver Smith            | Baker Street, Luv und The Odd Couple                 |                           |                 |
| Boris Aronson           | Fiddler on the Roof und Incident at Vichy            | Anatevka                  |                 |
| Sean Kenny              | The Roar of the Greasepaint – The Smell of the Crowd |                           |                 |
| Beni Montresor          | Do I Hear a Waltz?                                   |                           |                 |
| 1966                    |                                                      |                           |                 |
| Howard Bay              | Man of La Mancha                                     | Der Mann von La Mancha    |                 |
| William und Jean Eckart | Mame                                                 | Mame                      |                 |
| David Hays              | Drat! The Cat!                                       |                           |                 |
| Robert Randolph         | Anya, Skyscraper und Sweet Charity                   | Sweet Charity             |                 |
| 1967                    |                                                      |                           |                 |
| Boris Aronson           | Cabaret                                              | Cabaret                   |                 |
| John Bury               | The Homecoming                                       |                           |                 |
| Oliver Smith            | I Do! I Do!                                          |                           |                 |
| Alan Tagg               | Black Comedy                                         |                           |                 |
| 1968                    |                                                      |                           |                 |
| Desmond Heeley          | Rosencrantz and Guildenstern Are Dead                |                           |                 |
| Boris Aronson           | The Price                                            |                           |                 |
| Robert Randolph         | Golden Rainbow                                       |                           |                 |
| Peter Wexler            | The Happy Time                                       |                           |                 |
| 1969                    |                                                      |                           |                 |
| Boris Aronson           | Zorba                                                | Sorbas                    |                 |
| Derek Cousins           | Canterbury Tales                                     |                           |                 |
| Jo Mielziner            | 1776                                                 |                           |                 |
| Oliver Smith            | Dear World                                           |                           |                 |

### 1970–1979
| Jahr                      | Bühnenbildner                                  | Theaterstück bzw. Musical         | Deutscher Titel |
| ------------------------- | ---------------------------------------------- | --------------------------------- | --------------- |
| 1970                      |                                                |                                   |                 |
| Jo Mielziner              | Child's Play                                   |                                   |                 |
| Howard Bay                | Cry for Us All                                 |                                   |                 |
| Ming Cho Lee              | Billy                                          |                                   |                 |
| Robert Randolph           | Applause                                       |                                   |                 |
| 1971                      |                                                |                                   |                 |
| Boris Aronson             | Company                                        |                                   |                 |
| John Bury                 | The Rothschilds                                |                                   |                 |
| Sally Jacobs              | A Midsummer Night's Dream                      | Ein Sommernachtstraum             |                 |
| Jo Mielziner              | Father's Day                                   |                                   |                 |
| 1972                      |                                                |                                   |                 |
| Boris Aronson             | Follies                                        | Follies                           |                 |
| John Bury                 | Old Times                                      |                                   |                 |
| Kert Lundell              | Ain't Supposed to Die a Natural Death          |                                   |                 |
| Robin Wagner              | Jesus Christ Superstar                         | Jesus Christ Superstar            |                 |
| 1973                      |                                                |                                   |                 |
| Tony Walton               | Pippin                                         | Pippin                            |                 |
| Boris Aronson             | A Little Night Music                           |                                   |                 |
| David Jenkins             | The Changing Room                              |                                   |                 |
| Santo Loquasto            | That Championship Season                       |                                   |                 |
| 1974                      |                                                |                                   |                 |
| Eugene Lee und Franne Lee | Candide                                        | Candide                           |                 |
| John Conklin              | The Au Pair Man                                |                                   |                 |
| Santo Loquasto            | What the Wine-Sellers Buy                      |                                   |                 |
| Oliver Smith              | Gigi                                           | Gigi                              |                 |
| Ed Wittstein              | Ulysses in Nighttown                           |                                   |                 |
| 1975                      |                                                |                                   |                 |
| Carl Toms                 | Sherlock Holmes                                |                                   |                 |
| Scott Johnson             | Dance With Me                                  |                                   |                 |
| Tanya Moiseiwitsch        | The Misanthrope                                | Der Menschenfeind                 |                 |
| William Ritman            | God's Favorite                                 |                                   |                 |
| Rouben Ter-Arutunian      | Goodtime Charley                               |                                   |                 |
| Robin Wagner              | Mack and Mabel                                 |                                   |                 |
| 1976                      |                                                |                                   |                 |
| Boris Aronson             | Pacific Overtures                              |                                   |                 |
| Ben Edwards               | A Matter of Gravity                            |                                   |                 |
| David Mitchell            | Trelawny of the Wells                          |                                   |                 |
| Tony Walton               | Chicago                                        | Chicago                           |                 |
| 1977                      |                                                |                                   |                 |
| David Mitchell            | Annie                                          | Annie                             |                 |
| Santo Loquasto            | American Buffalo und The Cherry Orchard        | Der Kirschgarten                  |                 |
| Robert Randolph           | Porgy and Bess                                 | Porgy and Bess                    |                 |
| 1978                      |                                                |                                   |                 |
| Robin Wagner              | On the Twentieth Century                       |                                   |                 |
| Zack Brown                | The Importance of Being Earnest                | Ernst sein ist alles oder Bunbury |                 |
| Edward Gorey              | Dracula                                        | Dracula                           |                 |
| David Mitchell            | Working                                        |                                   |                 |
| 1979                      |                                                |                                   |                 |
| Eugene Lee                | Sweeney Todd: The Demon Barber of Fleet Street | Sweeney Todd                      |                 |
| Karl Eigsti               | Knockout                                       |                                   |                 |
| David Jenkins             | The Elephant Man                               |                                   |                 |
| John Wulp                 | The Crucifer of Blood                          |                                   |                 |

### 1980–1989
| Jahr                                | Bühnenbildner                                | Theaterstück bzw. Musical      | Deutscher Titel |
| ----------------------------------- | -------------------------------------------- | ------------------------------ | --------------- |
| 1980                                |                                              |                                |                 |
| John Lee Beatty                     | Talley's Folly                               |                                |                 |
| David Mitchell                      | Barnum                                       |                                |                 |
| Tazeena Firth und Timothy O’Brien   | Evita                                        | Evita                          |                 |
| Tony Walton                         | A Day in Hollywood / A Night in the Ukraine  |                                |                 |
| 1981                                |                                              |                                |                 |
| John Bury                           | Amadeus                                      | Amadeus                        |                 |
| John Lee Beatty                     | Fifth of July                                |                                |                 |
| Santo Loquasto                      | The Suicide                                  |                                |                 |
| David Mitchell                      | Can-Can                                      | Can-Can                        |                 |
| 1982                                |                                              |                                |                 |
| Dermot Hayes und John Napier        | The Life and Adventures of Nicholas Nickleby |                                |                 |
| Ben Edwards                         | Medea                                        | Medea                          |                 |
| Lawrence Miller                     | Nine                                         |                                |                 |
| Robin Wagner                        | Dreamgirls                                   |                                |                 |
| 1983                                |                                              |                                |                 |
| Ming Cho Lee                        | K2                                           |                                |                 |
| John Gunter                         | All's Well That Ends Well                    | Ende gut, alles gut            |                 |
| David Mitchell                      | Foxfire                                      |                                |                 |
| John Napier                         | Cats                                         | Cats                           |                 |
| 1984                                |                                              |                                |                 |
| Tony Straiges                       | Sunday in the Park with George               | Sunday in the Park with George |                 |
| Clarke Dunham                       | End of the World                             |                                |                 |
| Peter Larkin                        | The Rink                                     |                                |                 |
| Tony Walton                         | The Real Thing                               | Das einzig Wahre               |                 |
| 1985                                |                                              |                                |                 |
| Heidi Landesman                     | Big River                                    |                                |                 |
| Clarke Dunham                       | Grind                                        |                                |                 |
| Ralph Koltai                        | Much Ado About Nothing                       | Viel Lärm um nichts            |                 |
| Voytek und Michael Levine           | Strange Interlude                            |                                |                 |
| 1986                                |                                              |                                |                 |
| Tony Walton                         | The House of Blue Leaves                     |                                |                 |
| Ben Edwards                         | The Iceman Cometh                            |                                |                 |
| David Mitchell                      | The Boys in Winter                           |                                |                 |
| Beni Montresor                      | The Marriage of Figaro                       |                                |                 |
| 1987                                |                                              |                                |                 |
| John Napier                         | Les Misérables                               | Les Misérables                 |                 |
| Bob Crowley                         | Les Liaisons Dangereuses                     |                                |                 |
| Martin Johns                        | Me and My Girl                               | Me and My Girl                 |                 |
| Tony Walton                         | The Front Page                               |                                |                 |
| 1988                                |                                              |                                |                 |
| Maria Björnson                      | The Phantom of the Opera                     | Das Phantom der Oper           |                 |
| Eiko Ishioka                        | M. Butterfly                                 |                                |                 |
| Tony Straiges                       | Into the Woods                               | Ab in den Wald                 |                 |
| Tony Walton                         | Anything Goes                                | Anything Goes                  |                 |
| 1989                                |                                              |                                |                 |
| Santo Loquasto                      | Cafe Crown                                   |                                |                 |
| Thomas Lynch                        | The Heidi Chronicles                         |                                |                 |
| Héctor Orezzoli und Claudio Segovia | Black and Blue                               |                                |                 |
| Tony Walton                         | Lend Me a Tenor                              | Otello darf nicht platzen      |                 |

### 1990–1999
| Jahr                          | Bühnenbildner                            | Theaterstück bzw. Musical | Deutscher Titel |
| ----------------------------- | ---------------------------------------- | ------------------------- | --------------- |
| 1990                          |                                          |                           |                 |
| Robin Wagner                  | City of Angels                           |                           |                 |
| Alexandra Byrne               | Some Americans Abroad                    |                           |                 |
| Kevin Rigdon                  | The Grapes of Wrath                      |                           |                 |
| Tony Walton                   | Grand Hotel                              | Grand Hotel               |                 |
| 1991                          |                                          |                           |                 |
| Heidi Landesman               | The Secret Garden                        |                           |                 |
| Richard Hudson                | La Bête                                  |                           |                 |
| John Napier                   | Miss Saigon                              | Miss Saigon               |                 |
| Tony Walton                   | The Will Rogers Follies                  |                           |                 |
| 1992                          |                                          |                           |                 |
| Tony Walton                   | Guys and Dolls                           | Guys and Dolls            |                 |
| John Lee Beatty               | A Small Family Business                  |                           |                 |
| Joe Vaněk                     | Dancing at Lughnasa                      |                           |                 |
| Robert Wagner                 | Jelly's Last Jam                         |                           |                 |
| 1993                          |                                          |                           |                 |
| John Arnone                   | The Who's Tommy                          |                           |                 |
| John Lee Beatty               | Redwood Curtain                          |                           |                 |
| Jerome Sirlin                 | Kiss of the Spiderwoman                  | Kuss der Spinnenfrau      |                 |
| Robin Wagner                  | Angels in America: Millennium Approaches |                           |                 |
| 1994                          |                                          |                           |                 |
| Bob Crowley                   | Carousel                                 | Carousel                  |                 |
| Peter J. Davidson             | Medea                                    | Medea                     |                 |
| Ian MacNeil                   | An Inspector Calls                       | Ein Inspektor kommt       |                 |
| Tony Walton                   | She Loves Me                             | She Loves Me              |                 |
| 1995                          |                                          |                           |                 |
| John Napier                   | Sunset Boulevard                         | Sunset Boulevard          |                 |
| John Lee Beatty               | The Heiress                              |                           |                 |
| Stephen Brimson Lewis         | Indiscretions                            |                           |                 |
| Mark Thompson                 | Arcadia                                  | Arkadien                  |                 |
| 1996                          |                                          |                           |                 |
| Brian Thomson                 | The King and I                           | Der König und ich         |                 |
| John Lee Beatty               | A Delicate Balance                       |                           |                 |
| Scott Bradley                 | Seven Guitars                            |                           |                 |
| Anthony Ward                  | A Midsummer Night's Dream                | Ein Sommernachtstraum     |                 |
| 1997                          |                                          |                           |                 |
| Stewart Laing                 | Titanic                                  | Titanic – Das Musical     |                 |
| John Lee Beatty               | The Little Foxes                         |                           |                 |
| G.W. Mercier und Julie Taymor | Juan Darién                              |                           |                 |
| Tony Walton                   | Steel Pier                               |                           |                 |
| 1998                          |                                          |                           |                 |
| Richard Hudson                | The Lion King                            | Der König der Löwen       |                 |
| Bob Crowley                   | The Capeman                              |                           |                 |
| Eugene Lee                    | Ragtime                                  | Ragtime                   |                 |
| Quay Brothers                 | The Chairs                               | Die Stühle                |                 |
| 1999                          |                                          |                           |                 |
| Richard Hoover                | Not About Nightingales                   |                           |                 |
| Bob Crowley                   | The Iceman Cometh                        |                           |                 |
| Bob Crowley                   | Twelfth Night                            | Was ihr wollt             |                 |
| Ricardo Hernández             | Parade                                   |                           |                 |

### 2000–2004
| Jahr               | Bühnenbildner                 | Theaterstück bzw. Musical             | Deutscher Titel |
| ------------------ | ----------------------------- | ------------------------------------- | --------------- |
| 2000               |                               |                                       |                 |
| Bob Crowley        | Aida                          | Aida                                  |                 |
| Thomas Lynch       | The Music Man                 | The Music Man                         |                 |
| Robin Wagner       | Kiss Me, Kate                 | Kiss Me, Kate                         |                 |
| Tony Walton        | Uncle Vanya                   | Onkel Wanja                           |                 |
| 2001               |                               |                                       |                 |
| Robin Wagner       | The Producers                 | The Producers                         |                 |
| Bob Crowley        | The Invention of Love         |                                       |                 |
| Heidi Ettinger     | The Adventures of Tom Sawyer  |                                       |                 |
| Douglas W. Schmidt | 42nd Street                   | 42nd Street                           |                 |
| 2002               |                               |                                       |                 |
| Tim Hatley         | Private Lives                 |                                       |                 |
| John Lee Beatty    | Morning's at Seven            |                                       |                 |
| Daniel Ostling     | Metamorphoses                 |                                       |                 |
| Douglas W. Schmidt | Into the Woods                | Ab in den Wald                        |                 |
| 2003               |                               |                                       |                 |
| Catherine Martin   | La bohème                     |                                       |                 |
| John Lee Beatty    | Dinner at Eight               |                                       |                 |
| Santo Loquasto     | Long Day's Journey into Night | Eines langen Tages Reise in die Nacht |                 |
| David Rockwell     | Hairspray                     | Hairspray                             |                 |
| 2004               |                               |                                       |                 |
| Eugene Lee         | Wicked                        | Wicked – Die Hexen von Oz             |                 |
| Robert Brill       | Assassins                     |                                       |                 |
| Ralph Funicello    | Henry IV, Part 1 und Part 2   | Heinrich IV, Teil 1 und Teil 2        |                 |
| Tom Pye            | Fiddler on the Roof           | Anatevka                              |                 |